# Ilona Bublová
Ilona Bublová (* 16. června 1977 Jablonec nad Nisou) je česká závodnice na horských kolech. Předtím, v letech 1995–2002, závodila v běhu na lyžích.

## Sportovní kariéra

### Běh na lyžích
Běhu na lyžích se závodně věnovala během studia na sportovním gymnáziu v Jablonci na Nisou. V letech 1995 a 1996 se zúčastnila juniorských světových šampionátů. V kategorii dospělých se však již mistrovství světa v klasickém lyžování nezúčastnila, neboť lyžování brala především jako kondiční přípravu pro cyklistiku. V roce 2001 při studiu Pedagogické fakulty Masarykovy univerzity v Brně závodila na Zimní univerziádě (nejlépe 8. místo na 15 km volně). Ač nebyla členkou české reprezentace v běhu na lyžích, podařilo se jí v lednu 2002 splnit nominační kritéria a kvalifikovat se do pětičlenného ženského týmu, který se zúčastnil ZOH 2002 v Salt Lake City. Na olympiádě bylo jejím nejlepším výsledkem 43. místo ve sprintu, dále se umístila na 49. příčce v závodě na 10 km klasicky a na 51. příčce v závodě na 15 km volně. Po olympiádě se rozhodla na běžkách již nezávodit a nadále pro ni běžkování zůstalo tréninkovým doplňkem přes zimu.

### Cyklistika
Je dvojnásobnou bronzovou medailistkou z evropského šampionátu na horských kolech. V roce 2002 získala cenný kov ve štafetě, o dva roky později v maratonu. Je rovněž mistryní České republiky na horských kolech z roku 2002. V roce 2005 se jí s přítelem Martinem Horákem narodil syn Ondřej a kvůli rodičovské dovolené přerušila závodní kariéru. K závodění se však vrátila už v březnu 2006.